# Son Altesse Grand-ducale
Pour les articles homonymes, voir Altesse.
Son Altesse Grand-ducale (S.A.G.D.) est un prédicat honorifique porté par les membres non régnants de certaines familles allemandes, dirigées par un grand-duc. Aucune famille régnante n'utilise actuellement ce style, bien qu'il ait été utilisé encore récemment par la sœur cadette de la grande-duchesse Charlotte de Luxembourg. Depuis le mariage de cette dernière avec le prince Félix de Bourbon-Parme en 1919, tous ses descendants masculins utilisent le prédicat d'altesse royale.

## Description
Un grand-duc régnant, son héritier présomptif et leurs épouses respectives, utilisent le traitement d'altesse royale. Les descendants en ligne masculine d'un grand-duc occupant un trône grand-ducal, autres que l'héritier, portent le titre d'altesse grand-ducale. Cette pratique était suivie par l'accord des familles régnantes de Luxembourg, de Hesse, du Bas-Rhin et de Bade. D'autres familles grand-ducales nées après le développement de ce système appliquaient des règles différentes. Aujourd'hui, ce prédicat n'est utilisé que par le chef de la maison de Bade, les familles grand-ducales de Hesse et du Bas-Rhin étant éteintes.
Les grands-ducs et les grandes-duchesses de l'Empire russe, enfants et petits-enfants de l'empereur (tsar), portaient le titre d'altesse impériale. Le grand-duc de Toscane utilise le prédicat d'altesse royale. Lors de l'entrée en vigueur du système des différents styles d'altesses pour les parents des souverains au XIXe siècle, les grands-ducs de Toscane étaient également membres de la maison d'Autriche. En tant que tels, ils portaient le titre d'archiduc et utilisaient le traitement d'altesse impériale et royale.
Dans la noblesse, le titre d'altesse grand-ducale est inférieur à ceux d'altesse royale et d'altesse impériale, mais supérieur à celui d'altesse sérénissime. Ainsi, si une femme portant le titre d'altesse royale épousait un homme ayant le traitement d'altesse grand-ducale, la femme devrait normalement conserver son style prénuptial. De même, si une femme ayant le traitement d'altesse grand-ducale épousait un homme avec le titre d'altesse sérénissime, elle conserverait son style prémarital. Néanmoins, si une femme portant le titre d'altesse grand-ducale épousait un homme ayant le prédicat d'altesse royale ou d'altesse impériale, elle porterait par courtoisie le titre de son mari.